# HD 209240
HD 209240，又名BD-18 6056，SAO 164827、HR 8394，是一颗恒星，视星等为6.28，位于銀經37.15，銀緯-50.04，其B1900.0坐标为赤經21h 56m 41.6s，赤緯-18° -50.04′ 0″。